# Lophodiplosis bidentata
Lophodiplosis bidentata är en tvåvingeart som beskrevs av Gagne 1997. Lophodiplosis bidentata ingår i släktet Lophodiplosis och familjen gallmyggor. Inga underarter finns listade i Catalogue of Life.